# Nodaria cinerealis
Nodaria cinerealis là một loài bướm đêm trong họ Noctuidae.